# Грабленка
Грабленка (в верховье Гариченка; устар. Гориченка) — река в России, протекает в Демянском районе Новгородской области. Течёт сначала на север, затем на северо-запад. Устье реки находится в 12 км по правому берегу реки Кунянка. Длина реки составляет 13 км.
В 7 км от устья справа впадает река Чёрная. До слияния с Чёрной называется Грабленка, ниже — Гариченка.
Единственная деревня на берегу реки — Чижово Ильиногорского сельского поселения. Недалеко (500—600 метров) от реки находятся деревни Острешно, Крутуша, Заручевье, Зелёная того же поселения.
Система водного объекта: Кунянка → Явонь → Пола → Ильмень → Волхов → Ладожское озеро → Нева → Балтийское море.

## Данные водного реестра
По данным государственного водного реестра России относится к Балтийскому бассейновому округу, водохозяйственный участок реки — Ловать и Пола, речной подбассейн реки — Волхов. Относится к речному бассейну реки Нева (включая бассейны рек Онежского и Ладожского озера).
Код объекта в государственном водном реестре — 01040200312102000022134.